# Iulian Prassler
Iulian Iosif Prassler (* 1916; † 1942) war ein rumänischer Fußballspieler. Der Stürmer bestritt 77 Spiele in der höchsten rumänischen Spielklasse, der Divizia A, und nahm an der Fußball-Weltmeisterschaft 1938 teil.

## Karriere
Die Karriere von Prassler begann im Jahr 1933 in der ersten Mannschaft von Phoenix Baia Mare. Als im Jahr 1934 die Divizia B ins Leben gerufen wurde, gehörte Phoenix zu den Gründungsmitgliedern. Prassler konnte mit seiner Mannschaft in den folgenden beiden Jahren zwar seine Staffel als Sieger abschließen, scheiterte aber in der Aufstiegsrunde. Im Jahr 1936 stieg er durch Vereinswechsel in die Divizia A auf, als er sich AMEF Arad anschloss. Mit seinem neuen Klub konnte er die Saison 1937/38 als Zweitplatzierter der Gruppe 1 abschließen, verpasste aber aufgrund des schlechteren Torverhältnisses gegenüber Rapid Bukarest die Qualifikation zum Meisterschaftsendspiel gegen Ripensia Timișoara.
Nachdem er im Jahr 1938 zu Juventus Bukarest gewechselt war, schaffte Prassler in der Saison 1938/39 mit 13 Treffern die beste Ausbeute seiner Karriere, was den fünften Rang in der Torschützenliste bedeutete. Der Gewinn der Meisterschaft blieb ihm auch mit Juventus verwehrt, da der Klub sich nur im unteren Mittelfeld bewegte und am Ende der Saison 1939/40 absteigen musste. Anschließend kehrte Prassler nach Baia Mare zurück, das aufgrund des Zweiten Wiener Schiedsspruches mittlerweile an Ungarn gefallen war. Dort spielte er noch eine Saison für Nagybánya SE.

## Nationalmannschaft
Prassler bestritt zwei Spiele für die rumänische Fußballnationalmannschaft und blieb dabei ohne Torerfolg. Er debütierte am 8. Mai 1938 im Spiel gegen Jugoslawien und wurde anschließend von Nationaltrainer Constantin Rădulescu in das rumänische Aufgebot für die Fußball-Weltmeisterschaft 1938 in Frankreich berufen. Dort kam er im mit 1:2 verlorenen Wiederholungsspiel der ersten Runde gegen Kuba zum Einsatz. Dies war gleichzeitig sein letztes Länderspiel.